# Sywasch

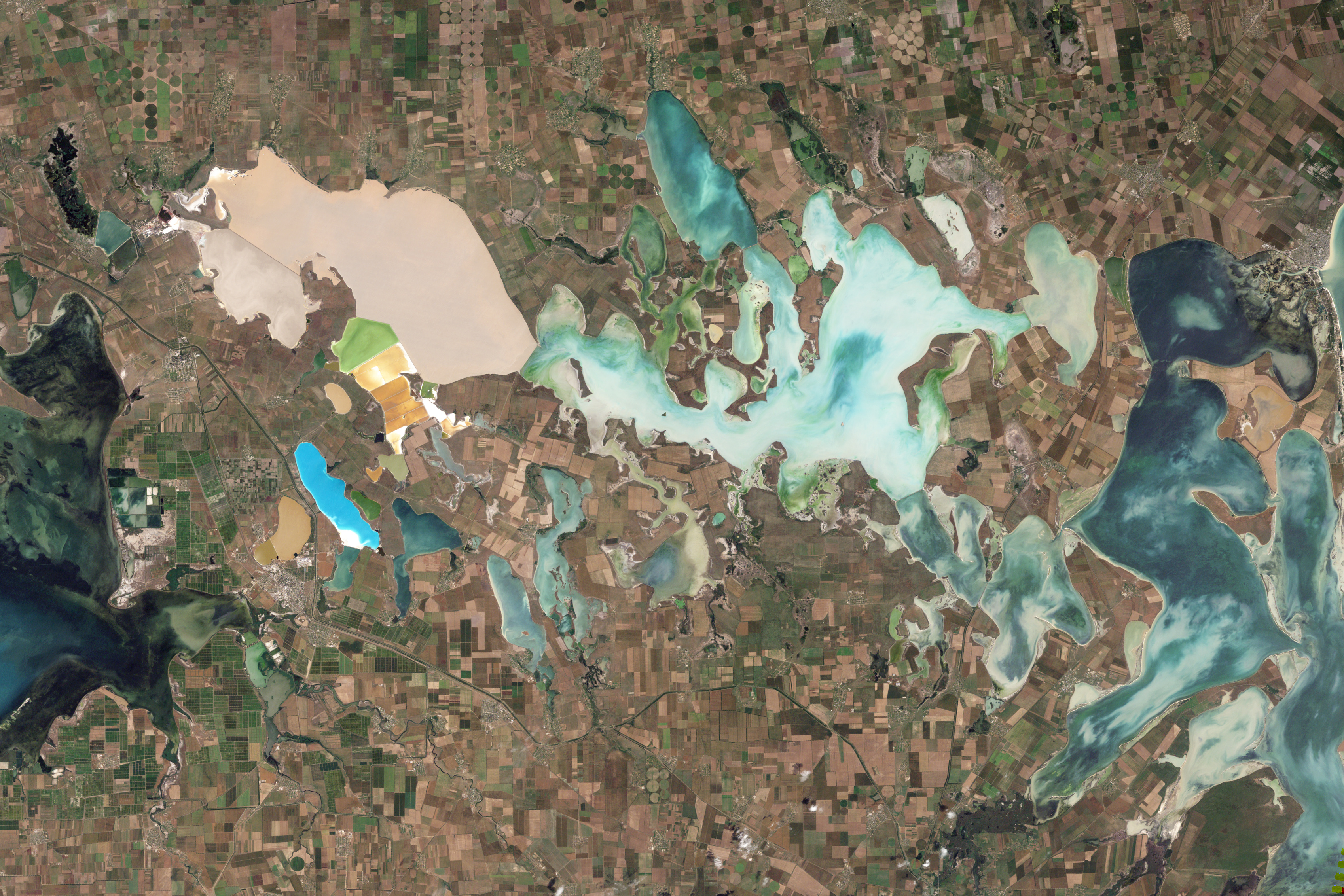
Sywasch, Ukraine

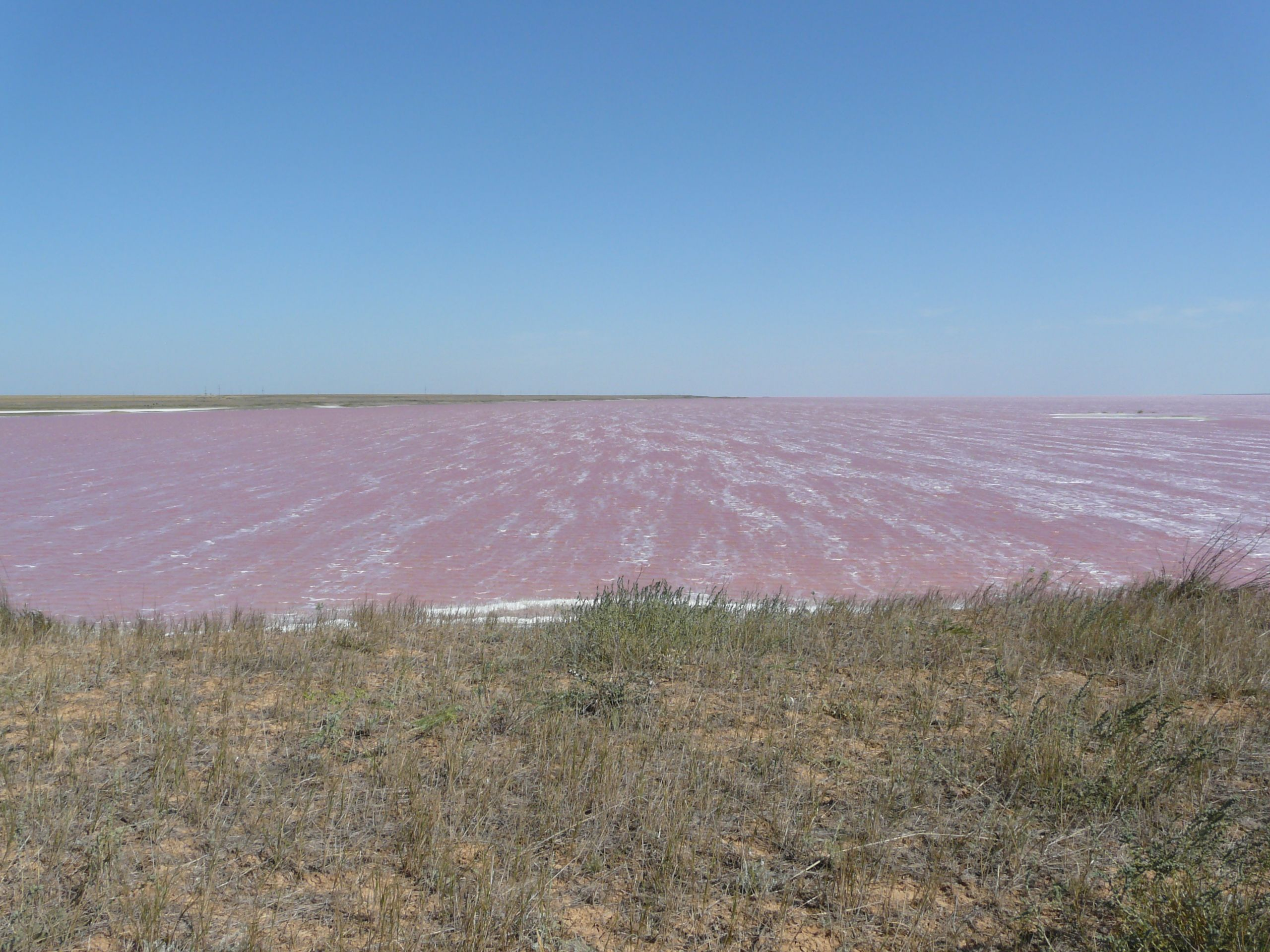
Das Wasser im westlichen Teil des Salzsees Sywasch hat eine sehr hohe Salzkonzentration. Die rosa Farbe stammt von der Beta-Carotin produzierenden einzelligen Grünalge Dunaliella salina.

Der Sywasch oder Sywaschsee (ukrainisch und russisch Сиваш, krimtatarisch Sıvaş) ist ein großflächiges System flacher Buchten im Westen des Asowschen Meeres, welches die Krim vom ukrainischen Festland trennt. Wegen seiner geringen Tiefe, seines hohen Salzgehaltes und seines hohen Verdunstungspotenzials wird der Sywasch auch Faules Meer (Гниле Море Hnyle More/Гнилое Море Gniloje More) genannt. Ein Teil des Sywasch gehört zum Nationalpark Asow-Sywasch
, und seit November 1995 ist der zentrale und östliche Sywasch ein international bedeutendes und schützenswertes Feuchtgebiet nach der Ramsar-Konvention zum Schutz von Feuchtgebieten.

## Geographie
Die gesamte Wasserfläche des Sywasch beträgt 2.560 km², die des kompletten Gebietes mit Inseln über 10.000 km². Die maximale Ost-West-Ausdehnung des Gebietes beträgt ca. 200 km, die maximale Nord-Süd-Ausdehnung bis zu 35 km.
Inseln und Umland des Sywasch sind flach, feucht und sumpfig. Im Osten trennt der Korridor von Tschonhar den Sywasch in den östlichen und den westlichen Sywasch. An Süßwasser-Zuflüssen erwähnenswert ist der Salhyr (Салгир), der größte Fluss der Halbinsel Krim. Da der Eintrag an Süßwasser allerdings nicht genügt, um die hohe Verdunstung auszugleichen, erfolgt der Hauptzustrom durch die Straße von Henitschesk, die den Sywasch durch die 112 km lange Arabat-Nehrung vom Asowschen Meer trennt. Der schmale Meeresarm weist eine starke Strömung in Richtung des Sywasch auf, weshalb sich auf dessen Seite ein ausgeprägtes Rückseitendelta befindet.
Die Tiefe des Sywasch ist sehr gering und beträgt maximal 3 m. Der Boden der Gewässer ist mit einer bis zu 10 m dicken Schicht aus Feinkohle und Salzablagerungen bedeckt. Im Sommer heizt sich das flache Wasser auf und verbreitet einen unangenehmen Geruch, welcher den landläufigen Namen des Sywasch als „faules Meer“ rechtfertigt. Darüber hinaus fallen im Sommer große Flächen trocken und werden dadurch zu einer Art unbewachsener Salzwüste. Der Salzgehalt in den verbleibenden Wasserstellen steigt weiter an und es wird eine Sole mit einer Salzkonzentration von ca. 30 % (natürliche Sättigung) gebildet. Dabei ist die Farbe der Sole rosa, was auf die in der Sole enthaltene Beta-Carotin-haltige Mikroalge Dunaliella salina zurückzuführen ist.

## Salinenwirtschaft

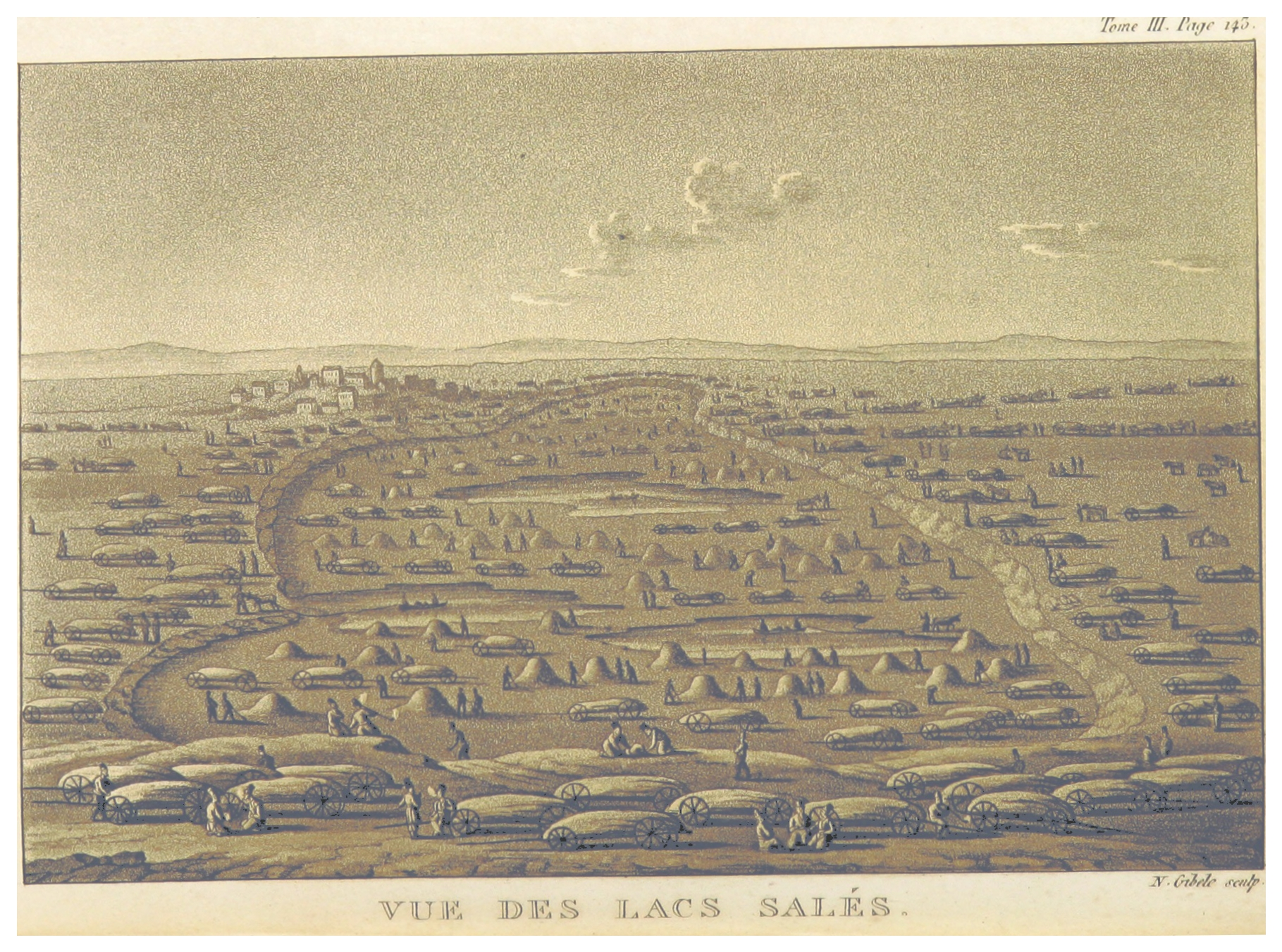
Traditionelle Salzgewinnung (um 1820)

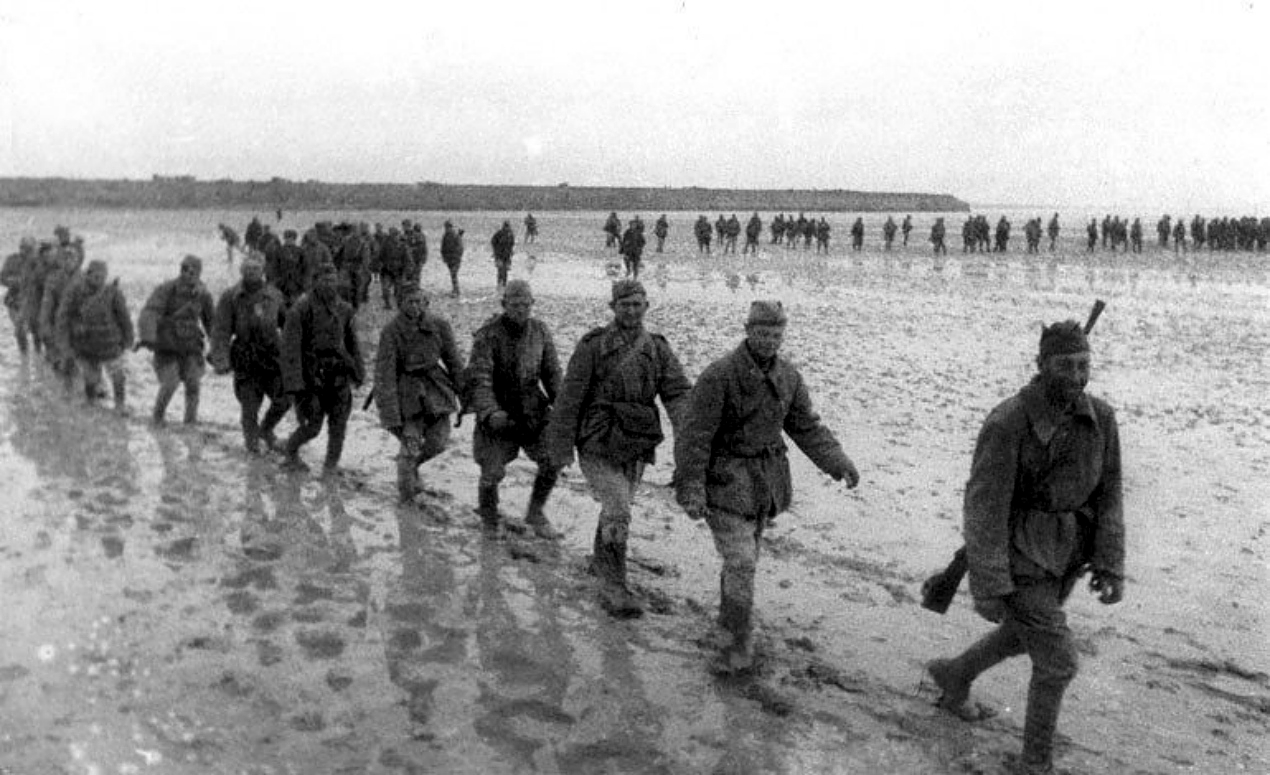
Sowjetische Soldaten im Sywasch, 1943

Die wirtschaftliche Bedeutung des Sywasch besteht wegen des hohen Salzgehalts und des trockenen Klimas hauptsächlich in Salinenwirtschaft verschiedener Mineralsalze, die unter anderem zu therapeutischen und medizinischen Zwecken weiterverwendet werden. Aus der Sole des Sywaschsees können die Chlorverbindungen von Natrium, Kalium, Magnesium sowie Magnesiumbromid, Magnesiumsulfat und andere Salze extrahiert werden. Die gesamten Salzvorräte des Seegebietes werden auf 200 Millionen Tonnen geschätzt.

## Geschichte
In der Geschichte stellte der Sywasch mehrfach für Invasoren der Krim ein unüberwindbares Hindernis dar, sodass sich Kampfhandlungen meist auf die westlicher gelegene Landenge von Perekop konzentrierten. Im Russischen Bürgerkrieg gelang es dagegen der Roten Armee 1920, über den Korridor von Tschongar auf die Krim vorzudringen. Während des Zweiten Weltkrieges gelang es in der Schlacht um die Krim ab November 1943 abermals Truppen der Roten Armee, über den Sywasch die Krim zu erreichen.